# 山阴县
山阴县是中国山西省朔州市所辖的一个县。总面积为1652平方公里，县人民政府驻岱岳镇。2019年10月，山阴县被中国粮食行业协会授予“中国富硒小米之乡”称号。

## 行政区划
山阴县下辖5个镇、7个乡：
广武镇
玉井镇、北周庄镇、古城镇、岱岳镇、吴马营乡、马营乡、下喇叭乡、合盛堡乡、安荣乡、薛圐圙乡和马营庄乡。

## 人口
根据第七次人口普查数据，截至2020年11月1日零时，山阴县常住人口为199505人。

## 交通
- 公路： 208国道过境。
- 铁路：同蒲铁路岱岳站、韩原铁路山阴站、大西客运专线山阴南站

## 名人
高汝礪，金朝大臣，配享金宣宗太庙。